# Pseudagrion mellisi
Pseudagrion mellisi – gatunek ważki z rodziny łątkowatych (Coenagrionidae).